# Blatná Polianka
Blatná Polianka – wieś (obec) na Słowacji położona w kraju koszyckim, w powiecie Sobrance. Pierwsze wzmianki o miejscowości pochodzą z 1417 roku.
Według danych z dnia 31 grudnia 2012 roku, wieś zamieszkiwało 170 osób, w tym 94 kobiety i 76 mężczyzn.
W 2001 roku pod względem narodowości i przynależności etnicznej 99,44% mieszkańców stanowili Słowacy, a 0,56% Czesi.
Ze względu na wyznawaną religię struktura mieszkańców kształtowała się w 2001 roku następująco:
- Katolicy rzymscy – 12,43%
- Ateiści – 5,65%
- Grekokatolicy – 2,82%
- Ewangelicy – 0,56%[a]
- Prawosławni – 0,56%
- nie podano – 1,13%